# Swepstone
 (octobre 2023).
Swepstone est une paroisse civile et un village du Leicestershire, en Angleterre.